# It's for You
It's for You är en låt framförd av den irländska sångerskan Niamh Kavanagh. Låten var Irlands bidrag i Eurovision Song Contest 2010 i Oslo i Norge. Låten är skriven av Niall Mooney, Mårten Eriksson, Jonas Gladnikoff och Lina Eriksson.
Bidraget gick först vidare från den andra semifinalen den 27 maj där det hamnade på nionde plats med 67 poäng. I finalen den 29 maj hade det startnummer 10, efter Vitryssland och före Grekland, och slutade på tjugotredje plats med 25 poäng.
Tjugotredje platsen var Irlands bästa resultat sedan man kom tia i tävlingen år 2006. År 2007 hade man kommit på tjugofjärde plats och både år 2008 och 2009 hade man inte gått vidare från semifinalen.